# Collada de Donapà
La Collada de Donapà és una collada dels contraforts nord-orientals del Massís del Canigó, a 2.056,5 metres d'altitud, en el límit dels termes comunals de Castell de Vernet i de Pi de Conflent, tots dos a la comarca del Conflent, de la Catalunya del Nord. Està situada cap al centre del límit oriental del terme de Pi de Conflent i a l'occidental del terç meridional del terme de Castell de Vernet. És al nord del Pic de Donapà i a l'extrem sud-oriental de la Serra del Solà Gros.